# Australische salangaan
De Australische salangaan (Aerodramus terraereginae) is een vogel uit de familie Apodidae (gierzwaluwen). Vroeger werd deze soort beschouwd als een ondersoort van de witstuitsalangaan (A. spodiopygioa).

## Kenmerken
De Australische salangaan is een gierzwaluw van 11,5 cm lengte. Deze gierzwaluw is overwegend donkergrijs met een lichtgrijze stuit en een ondiep gevorkte staart.

## Verspreiding en leefgebied
De soort komt voor in het noordoosten van Australië en telt twee ondersoorten:
- A. t. terraereginae: de kusten van noordelijk Queensland.
- A. t. chillagoensis: het binnenland van oostelijk Queensland.

## Status
De Australische salangaan heeft een groot verspreidingsgebied en daardoor alleen al is de kans op uitsterven uiterst gering. De grootte van de populatie is niet gekwantificeerd en staat als niet bedreigd op de Rode Lijst van de IUCN.